# Forssa
Forssa (szw. Forsa) – miasto i gmina w Finlandii w regionie Kanta-Häme (dawna prowincja Finlandia Południowa). Zajmuje powierzchnię 253,39 km², z czego 4,61 km² stanowi woda. Populacja w 2023 r. wynosiła 16 502 mieszkańców.

## Położenie
Forssa znajduje się niemal w samym środku trójkąta utworzonego z największych fińskich miast – Helsinek (101 km), Tampere (76 km) i Turku (84 km). Przez miasto przepływa rzeka Loimijoki. Do 1974 roku miasto było połączone 22-kilometrową koleją wąskotorową do Jokioinen. 
Sąsiadujące gminy: Tammela, Humppila, Urjala, Jokioinen.

## Sport
- Forssan Palloseura, w skrócie FPS – klub hokeja na lodzie

## Miasta partnerskie
- Södertälje, Szwecja
- Sarpsborg, Norwegia
- Struer, Dania
- Sierpuchow, Rosja
- Gödöllő, Węgry
- Sault Ste. Marie, Kanada